# Alpha (schip, 1948)
De Alpha (Russisch: Альфа) is een Russisch zeilschip, een barkentijn. De waterverplaatsing is 626 ton en het heeft een zeiloppervlak van 822 m². De motor is een driecilinder June-Munktell van 225 pk.
Het is  gebouwd bij Oy Laivateollisuus in Turku in Finland en werd opgeleverd in september 1948 in een serie van 91 trainingsschepen. Deze schepen dienden als herstelbetaling ten behoeve van de Sovjet-Unie. Het schip kreeg Leningrad als thuishaven en Rostov aan de Don in 1954.  
Van die schepen werden er 17 als barkentijn getuigd, de andere schepen als 3-mast schoeners. Ze werden meestal ingezet voor het vervoeren van vracht, enkele echt voor training en bekend is dat er ook één als onderzoeksschip is gaan dienen. Van de meeste schepen uit deze serie is geen spoor meer. Aannemelijk is dat ze gesloopt zijn en wellicht ligt er ergens nog een schip te vergaan.